# Miconia decurrens
Miconia decurrens är en tvåhjärtbladig växtart som beskrevs av Célestin Alfred Cogniaux. Miconia decurrens ingår i släktet Miconia och familjen Melastomataceae. Inga underarter finns listade i Catalogue of Life.